# ФосАгро
ФосАгро — російська вертикально-інтегрована компанія, один з провідних світових виробників фосфоровмісних добрив. Повне найменування — Товариство з обмеженою відповідальністю «ФосАгро». Керівна компанія — Товариство з обмеженою відповідальністю «Фосагро АГ». Штаб-квартира розташована в Москві.

## Історія
Формування холдингу було розпочато в 2001 році на базі однойменної асоціації споживачів апатитового концентрату; творцем виступала Group Menatep, на той момент контролювала Михайлом Ходорковським.
До початку 2005 50% акцій холдингу належало Group Menatep. В ході розпродажу активів Group Menatep, пов'язаної з «справою ЮКОСа», цей пакет був проданий менеджменту «Фосагро». Дочірньому підприємству групи — ВАТ «Апатит» — у ході «справи ЮКОСа» були пред'явлені серйозні податкові претензії, аналогічні претензіям до «ЮКОСу», але після особистого звернення керівництва «Фосагро» до голови Уряду Росії Михайлу Фрадкову у жовтні 2005 рахунку «Апатиту» були розблоковані, а розгляд справи затягнувся на 8 років, до 2012. «Апатит» повністю заперечив всю суму претензій (близько 17 млрд руб.). Більш того, після цих судових рішень в кінці 2012 року податкові органи добровільно виплатили підприємству рекордну для Росії компенсацію в сумі понад 320 млн руб.
Врегулювавши великі судові суперечки (крім спорів з податковими органами, у підприємства був судовий спір з державою з приводу повернення акцій ВАТ «Апатит» (також в рамках справи ЮКОСА) і суперечки зі споживачами продукції про ціни на апатитовий концентрат — всі ці суперечки були програні), компанія в середині липня 2011 роки провела IPO на Лондонській фондовій біржі, в ході якого було продано 10,3% акцій, що належали основному власнику «ФосАгро» Андрію Гур'єва. Сума розміщення склала $ 535 млн, сукупна оцінка компанії за підсумками розміщення — $ 5,2 млрд.
У жовтні 2012 «ФосАгро» ввела в експлуатацію комплекс з виробництва карбаміду і газотурбінну електростанцію (ГТеС) на своєму майданчику в Череповці Вологодської області.